# Paolo Sylos Labini
Paolo Sylos Labini (né le 30 octobre 1920 à Rome et mort le 7 décembre 2005 dans cette même ville) est un économiste italien.

## Biographie
Paolo Sylos Labini naît en octobre 1920 à Rome[réf. nécessaire]. Son père, Michele Sylos Labini (1875-1952), est originaire de la ville de Bitonto et a été secrétaire de la préfecture des Pouilles mais a dû abandonner sa carrière politique à cause de son opposition au fascisme. Les Sylos Labini sont une famille noble de Bitonto qui compte pour ancêtre le sénateur Vincenzo Sylos Labini (1809-1880). Sa mère, Margherita Viggiani, est  quant-à-elle la nièce de l'historien et homme politique Giustino Fortunato qui transmettra à son petit-neveu son intérêt pour la Question méridionale.
Paolo Sylos Labini étudie la jurisprudence à l'Université de Rome « La Sapienza », dont il sort diplômé en juillet 1942. Il se tourne ensuite vers l'économie politique, notamment au contact du professeur Alberto Breglia qui lui permet d'obtenir une bourse en 1948 pour aller étudier aux États-Unis. Après trois mois à l'Université de Chicago, où il rencontre l'économiste italo-américain Franco Modigliani, il part en 1949 pour l'Université Harvard, où il a comme superviseur l'économiste autrichien Joseph Schumpeter. Il se rapproche aussi de l'historien et homme politique Gaetano Salvemini, professeur d'histoire de la civilisation italienne à Harvard, dont il deviendra le secrétaire. Après un bref retour en Italie, en 1950, il obtient une nouvelle bourse d'études qui lui permet de se rendre au Royaume-Uni comme research student à l'Université de Cambridge, auprès du Trinity College.
De retour définitivement en Italie, il enseigne comme assistant puis comme professeur à l'Université de Sassari, à l'Université de Catane puis à l'Université de Bologne. De 1962 à 1986, il est professeur d'économie à l'Université de Rome « La Sapienza ». Il travaille ensuite dans la recherche scientifique pour l'Office d'Études économiques de la Banque d'Italie.
En 1972, avec l'économiste Beniamino Andreatta, il fonde l'Université de Calabre.
Il s'est aussi fait reconnaître dans les médias italiens pour son opposition au président démocrate-chrétien Giulio Andreotti puis au président Silvio Berlusconi.

## Ouvrages

### "Oligopoly and Technical Progress"
Il s’agit de l’ouvrage le plus connu de Sylos-Labini, paru aux États-Unis en 1962, traduction remaniée d’un ouvrage paru en 1956 en italien. Il est divisé en deux parties :

#### L'oligopole
Sylos part de  la constatation que le vingtième siècle connait un processus à long terme de concentration de l’économie. En conséquence, l’oligopole est devenu la forme de marché la plus courante dans l’industrie. Or l’économie néoclassique ne comporte pas de théorie de l’oligopole cohérente et convaincante. Sylos en élabore une de son cru ; on peut être impressionné par cette construction théorique, un des rares modèles microéconomiques non néoclassique.
Cette théorie de la firme et du marché en oligopole fait de Sylos un économiste hétérodoxe, ce que confirment ses nombreuses critiques envers la théorie marginaliste ainsi que ses références à Sraffa et aux théoriciens du « full cost » qui lancèrent la controverse sur le marginalisme. Il ne croit pas aux déséconomies d’échelle ni aux courbes de coût moyen en « U », pas plus qu’à la substituabilité continue entre les facteurs de production : la technologie comporte des discontinuités parce que certaines techniques plus productives ne sont accessibles qu’à partir d’une certaine taille. La maximisation du profit ne vaut que sur la longue période et elle peut être entravée si la firme tente de le maximiser à court terme.
Les bases de son modèle sont la différenciation des firmes sur un marché en trois groupes : les grandes firmes, les moyennes et les petites. Chaque groupe a une technologie propre et ses firmes ont une capacité de production donnée ; une échelle plus grande implique des coûts fixes unitaires plus élevés mais amène une productivité supérieure. Le principe est celui du price leadership. La ou les grandes firmes sont seules à influencer le prix directement. Mais, le cas échéant, le prix qu’elles fixent devra subir des ajustements pour devenir le prix d’équilibre. Car il faut tenir compte de la demande du marché et de l’entrée possible de nouvelles firmes de chacune des trois tailles. Pour chacun des trois groupes, il y a un prix qui prévient l’entrée et un prix qui élimine les firmes existantes. La variation du nombre de firmes petites et moyenne exerce une influence indirecte sur le prix. L’ajustement amène un équilibre qui se caractérise par un prix de marché, une quantité produite totale et la répartition de celle-ci entre les trois groupes. Pour la détermination de l’équilibre, Sylos ne propose pas d’équations mais des exemples chiffrés.
Sylos examine ensuite comment cet équilibre change à la suite de variations exogènes des facteurs qui le déterminent. Il examine les variations de la demande (déplacement latéral de la courbe ou modification de l’élasticité), de la technologie (déterminant les coûts), du prix du facteur variable et du facteur fixe, l’influence de la phase du cycle conjoncturel. C’est ici qu’il fait intervenir le full cost, en tant que système de calcul de l’ajustement à apporter au prix à la suite de ces modifications. La formule de base est:
p = v + qv où p est le prix et v est le coût variable moyen ; q est un coefficient de mark up qui doit couvrir le coût fixe et apporter le profit.
Cette opposition entre le mode détermination du prix et le mode d’ajustement n’est pas totalement convaincante, d’autant plus que Sylos se contredit lorsqu’il considère q comme variable résiduelle, «déterminée par les forces qui déterminent p : la taille du marché, l’élasticité de la demande la technologie et le prix des facteurs ».

#### Les effets du progrès technique
Sylos se place à un niveau associant la micro- et la macroéconomie.
L’oligopolisation de l’économie produit deux types de privilèges : les secteurs économiques mieux protégés contre la concurrence voient les termes de l’échange évoluer en leur faveur. À l’intérieur des secteurs, les grandes firmes qui profitent de diminutions de coût inaccessibles aux concurrents jouissent de surprofits.
D’une façon générale, le multiplicateur q tend à augmenter du fait de la concentration économique, car les firmes privilégiées se permettent de ne pas répercuter la baisse de coût sur le prix. Dans les secteurs privilégiés, il n’est pas rare que les syndicats sont capables d’obtenir le transfert d’une part des surprofits vers des augmentations salariales.
Sylos démontre que « tout chômage généré par l’introduction de nouvelles machines ne peut être absorbé par la suite qu’à la seule condition que l’investissement et la consommation croissent ». La baisse des prix engendrée par le progrès technique joue un rôle stimulant dans ce processus. Mais avec la concentration de l’économie, les firmes préfèrent augmenter la marge bénéficiaire et le prix reste inchangé. Sans baisse des prix, un accroissement de la demande globale est nécessaire pour motiver l’investissement sans lequel la réduction d’effectif causée par le progrès technique ne peut être compensée. L’investissement a un double effet contradictoire sur l’emploi: il déclenche à la fois des forces qui créent du chômage et d’autres qui l’absorbent. Le processus a un caractère cyclique : tantôt l’une de ces forces domine, tantôt l’autre.
La demande globale devient donc un facteur critique en matière de chômage. Il arrive que les fonds disponibles pour l’investissement dans les entreprises excèdent les besoins tels qu’ils résultent de la demande : l’économie se trouve alors face à un problème d’épargne du type de celui diagnostiqué dans la Théorie générale de Keynes, mais pour d’autres raisons. Comme dans le cas keynésien, les dépenses publiques peuvent être le remède.
Sylos croit déceler une évolution historique vers une atténuation du cycle conjoncturel avec le risque que la difficulté de soutenir une demande suffisante pour maintenir l’emploi débouche sur une stagnation dont le chômage chronique serait l’un des caractères. Jusqu’ici, le haut niveau des dépenses militaires a empêché ce scénario de se réaliser.

### Travaux ultérieurs
Dans l’article « La théorie des prix en régime d’oligopole et la théorie du développement » (1971), Sylos-Labini affine les idées exposées dans l’ouvrage « Oligopole et progrès technique ».
Il expose notamment une formule rigoureuse pour le full cost :
p = v + F/x + r.K/x
F : coût fixe total
x : quantité produite théorique servant de référence
r : taux de profit cible
K : capital engagé
Sylos introduit donc l’idée d’un taux de profit souhaité par l’entreprise qui influence sa politique de prix. Il précise toutefois que ce taux ne doit pas être atteint chaque année, mais sur des périodes plus longues.
Les barrières à l’entrée représentent un facteur important, car plus elles sont efficaces, plus élevé est le taux de profit que la firme peut exiger. Outre les barrières institutionnelles, il y a des barrières financières, des barrières commerciales et des barrières technologiques, en l’occurrence la taille minimale pour être concurrentiel sur le marché.
De façon étonnante, Sylos maintient son idée que le full cost ne détermine pas la fixation du prix mais intervient seulement dans la dynamique d'ajustement.